# Supercoupe d'Abkhazie de football
La Supercoupe d'Abkhazie de football est une compétition de football qui à lieu en Abkhazie,. Le vainqueur du Championnat d'Abkhazie de football affronte le vainqueur de la Coupe d'Abkhazie de football.

## Palmarès
| Édition | Année | Champion d'Abkhazie                                                                    | Score                                                                                  | Vainqueur Coupe d'Abkhazie                                                             |
| ------- | ----- | -------------------------------------------------------------------------------------- | -------------------------------------------------------------------------------------- | -------------------------------------------------------------------------------------- |
| 1re     | 1996  | FC Yertsakhu Ochamchira                                                                | 1-0                                                                                    | FC Dinamo Sukhum                                                                       |
| 2e      | 1999  | FC Nart Sukhum                                                                         | 1-1 5-2                                                                                | FC Dinamo Gagra                                                                        |
| 3e      | 2000  | FC Nart Sukhum (2)                                                                     | 0-0 6-5                                                                                | FC Abazg Sukhum                                                                        |
| 4e      | 2001  | FC Abazg Sukhum                                                                        | 0-1                                                                                    | FC Nart Sukhum (3)                                                                     |
| 5e      | 2002  | Ritsa FC                                                                               | 1-2                                                                                    | FC Nart Sukhum (4)                                                                     |
| -       | 2003  | Non joué, le FC Nart Sukhum a remporté le doublé championnat-coupe                     | Non joué, le FC Nart Sukhum a remporté le doublé championnat-coupe                     | Non joué, le FC Nart Sukhum a remporté le doublé championnat-coupe                     |
| -       | 2004  | Non joué, le Football Club Kiaraz Pitsunda (en) a remporté le doublé championnat-coupe | Non joué, le Football Club Kiaraz Pitsunda (en) a remporté le doublé championnat-coupe | Non joué, le Football Club Kiaraz Pitsunda (en) a remporté le doublé championnat-coupe |
| -       | 2005  | Non joué, le FC Nart Sukhum a remporté le doublé championnat-coupe                     | Non joué, le FC Nart Sukhum a remporté le doublé championnat-coupe                     | Non joué, le FC Nart Sukhum a remporté le doublé championnat-coupe                     |
| 6e      | 2006  | FC Gagra                                                                               | 2-1                                                                                    | FC Nart Sukhum                                                                         |
| -       | 2007  | Non joué, le FC Nart Sukhum a remporté le doublé championnat-coupe                     | Non joué, le FC Nart Sukhum a remporté le doublé championnat-coupe                     | Non joué, le FC Nart Sukhum a remporté le doublé championnat-coupe                     |
| 7e      | 2008  | FC Nart Sukhum (5)                                                                     | V-D                                                                                    | FC Gagra                                                                               |
| 8e      | 2009  | FC Nart Sukhum (6)                                                                     | V-D                                                                                    | FC Gagra                                                                               |
| 9e      | 2010  | FC Gagra (2)                                                                           | 2-2 5-3                                                                                | FC Dinamo Sukhum                                                                       |
| 10e     | 2011  | FC Nart Sukhum                                                                         | 0-1                                                                                    | FC Gagra (3)                                                                           |
| 11e     | 2012  | FC Gagra (4)                                                                           | 0-0 3-0                                                                                | FC Nart Sukhum                                                                         |
| 12e     | 2013  | FC Nart Sukhum (7)                                                                     | 2-2 4-3                                                                                | FC Gagra                                                                               |
| 13e     | 2014  | FC Afon                                                                                | 1-1 V-D                                                                                | FC Nart Sukhum                                                                         |
| 14e     | 2015  | FC Afon (2)                                                                            | 1-1 4-2                                                                                | Ritsa FC                                                                               |
| 15e     | 2016  | FC Nart Sukhum                                                                         | 1-2                                                                                    | FC Afon (3)                                                                            |
| 16e     | 2017  | FC Afon                                                                                | 1-1 1-4                                                                                | FC Nart Sukhum (8)                                                                     |
| 17e     | 2018  | FC Nart Sukhum                                                                         | 1-2                                                                                    | FC Gagra (5)                                                                           |
| 18e     | 2019  | FC Nart Sukhum (9)                                                                     | 2-2 7-6                                                                                | FC Gagra                                                                               |
| 19e     | 2021  | FC Nart Sukhum (10)                                                                    | 2-1                                                                                    | FC Gagra                                                                               |
| 20e     | 2022  | FC Nart Sukhum (11)                                                                    | 3-2                                                                                    | Ritsa FC                                                                               |
| 21e     | 2023  | FC Gagra (6)                                                                           | 7-4                                                                                    | Dinamo Sukhum                                                                          |
| 22e     | 2024  | FC Nart Sukhum (12)                                                                    | 1-1 V-D                                                                                | Football Club Yertsakhu Ochamchira                                                     |
| 23e     | 2025  |                                                                                        | ?-?                                                                                    |                                                                                        |

## Bilan par clubs
| Club                                    | Nombre | Vainqueur                                                              | Nombre | Finaliste                          |
| --------------------------------------- | ------ | ---------------------------------------------------------------------- | ------ | ---------------------------------- |
| Football Club Nart Sukhum               | 12     | 1999, 2000, 2001, 2002, 2008, 2009, 2013, 2017, 2019, 2021, 2023, 2024 | 6      | 2006, 2011, 2012, 2014, 2016, 2018 |
| FC Gagra                                | 6      | 2006, 2010, 2011, 2012, 2018, 2023                                     | 5      | 2008, 2009, 2013, 2019, 2022       |
| F.C. Afon Novy Afon (en)                | 3      | 2014, 2015, 2016                                                       | 1      | 2017                               |
| Football Club Yertsakhu Ochamchira (en) | 1      | 1996                                                                   | 1      | 2024                               |
| Football Club Abazg Sukhum (en)         | 0      |                                                                        | 2      | 2000, 2001                         |
| Ritsa Football Club (en)                | 0      |                                                                        | 3      | 2002, 2015, 2023                   |
| Dinamo Soukhoumi                        | 0      |                                                                        | 3      | 1996, 2010, 2023                   |
| FC Dinamo Gagra (en)                    | 0      |                                                                        | 1      | 1999                               |